# Луминица (Тулћа)
Луминица (рум. Luminița) насеље је у Румунији у округу Тулћа у општини Тополог. Oпштина се налази на надморској висини од 203 m.

## Становништво
Према подацима из 2002. године у насељу је живело 316 становника, од којих су сви румунске националности.